# EN221
A N221 é uma estrada nacional do Interior Norte e de Trás-os-Montes e Alto Douro que integra a rede de estradas de Portugal e estabelece a ligação entre Guarda (N16) e Miranda do Douro (N218). Está praticamente construída em perfil 1x1 tendo ainda alguns troços com perfil 2x1.
Tem como passagem vários Concelhos bem como Guarda, Pinhel, Figueira de Castelo Rodrigo, Freixo de Espada à Cinta, Mogadouro e Miranda do Douro.
Foi construída nas décadas 1940 e 1950 e sofreu obras na década de 1980, excepto nos troços entre Pinhel e Figueira de Castelo Rodrigo e entre Barca de Alva e Freixo de Espada à Cinta que só sofreram obras em 2009, devido à enorme quantidade de curvas que tem nestes troços.

## Troços incluídos no Plano Rodoviário Nacional[1]
Estão incluídos estes troços no PRN: 
- Miranda do Douro - Duas Igrejas (IC5)
- Estação de Freixo de Espada à Cinta - Freixo de Espada à Cinta
- Figueira de Castelo Rodrigo - N 332
- Pinhel -  Guarda

Os restantes troços foram regionalizados, à exceção do troço Mogadouro-Duas Igrejas, que foi desclassificado devido à construção do IC5.

## Perfil

### Miranda do Douro - Guarda
| Nome do Percurso entre Localidades   | Perfil (vias) |
| ------------------------------------ | ------------- |
| Miranda do Douro - Cércio            |               |
| Cércio - Duas Igrejas (nó com o IC5) |               |
| Resto da N 221                       |               |